# Ивоннек
Артюр Виктор Жюльен (фр. Arthur Victor Jullien), известный под псевдонимом Ивонне́к (фр. Yvonneck; 26 февраля 1874 — 16 апреля 1929) — французский шансонье и актёр бретонского происхождения.

## Биография
Родился в Нанте, в семье офицера императорской армии Наполеона III. Учился в кавалерийской школе города Отён. В 18 лет завербовался в 25-й драгунский полк в Туре. Служил на Мадагаскаре, в Китае и Абиссинии. Во время службы занимался пением, окончил военную карьеру в младшем офицерском звании.
Окончил консерваторию в Нанте, отправился покорять Париж, имея при себе лишь 700 франков, первое время жил впроголодь. Под влиянием поэзии Огюста Бризё, в Ивоннеке проснулось бретонское национальное самосознание и он начал выступать в бретонском народном костюме.
Дебютировал на сцене театра на Бульваре Капуцинок с песнями бретонского поэта Теодора Ботреля. Ивоннеку удалось понравиться публике благодаря своему необычному внешнему виду и репертуару, он часто выступал в парижских кабаре. После ссоры с Ботрелем Ивоннек прекратил исполнять его песни и стал сочинять их самостоятельно. Портреты Ивоннека в национальной бретонской одежде печатали на обложках журналов и почтовых открытках.
Ивоннек придерживался националистических и монархических взглядов. Был сторонником движения «Французское действие», записал пластинку с их гимном «La France bouge», исполнял и другие политические песни.
Во время Первой мировой войны отправился на фронт, служил в артиллерии.
В 1924 году начал актёрскую карьеру и снялся в немом фильме «Галерея Монстров». Всего успел поучаствовать в съёмках восьми кинофильмов.
В начале 1929 года получил травму на киносъёмках, это привело к параличу ног. Будучи не в силах выносить боль, артист выбросился из окна шестого этажа своей квартиры в десятом округе Парижа.